# Borstsävssläktet
Borstsävssläktet, (Isolepis), är vanligen ettåriga, lågväxta, tuvade halvgräs. Släktet har 70 arter som huvudsakligen finns i varmare områden, i Sverige förekommer endast borstsäv (I. setacea).
Ampelsäv (I. cernua) säljs ofta som krukväxt. 
Ibland inkluderas även arten flytsäv (Eleogiton fluitans) i släktet, men oftast tillhör den släktet flytsävar. 
Stråna är tunna, trinda och bladlösa. Bladslidorna är ofta rödaktiga. 
axen är mångblommiga, små, ensamma eller två tillsammans i stråtoppen; stödbladen är uppåtriktade och strålikt. 
Axfjällen är svarta med en grön mittnerv. 
Blommorna är tvåkönade och utan kalkborst. En eller två ståndare, ett stift och tre märken. Nöten är trekantig och utan kalkborst.
Kromosomtal: 2n=28. 
Släktnamnet Isolepis kommer av grekiskans isos (lika) och lepis (fjäll) och betyder 'med lika fjäll', vilket syftar på axfjällen.